# Landon Donovan
Landon Timothy Donovan (* 4. března 1982) je bývalý americký fotbalový záložník a reprezentant. Mimo Major League Soccer působil v Evropě (v Anglii a Německu).

## Klubová kariéra
Od 1. ledna 2012 se dohodl s týmem z anglické Premier League Evertonem FC na hostování, které skončilo na konci sezóny 2011/12.
Kariéru ukončil v prosinci 2014 ve věku 32 let po sezoně 2014, kde získal s LA Galaxy titul v MLS (celkem jeho šestý). V září 2016 se do profesionální kopané vrátil v dresu Los Angeles Galaxy.

## Reprezentační kariéra
V A-mužstvu USA odehrál v letech 2000–2014 celkem 157 zápasů, v nichž nastřílel 57 gólů, je tak historicky nejlepším kanonýrem Spojených států.

## Úspěchy

### Reprezentační
- 3× CONCACAF Gold Cup: (2002, 2005, 2007, 2013)

### Klubové
Los Angeles Galaxy
- 4× vítěz MLS Cupu: (2005, 2011, 2012, 2014)
- 2× vítěz MLS Supporters' Shieldu: (2010, 2011)
- 1× vítěz US Open Cupu: (2005)

San Jose Earthquakes
- 2× vítěz MLS Cupu: (2001, 2003)

### Individuální
- FIFA U-17 World Championship Golden Ball: (1999)
- CONCACAF Gold Cup Best XI: (2002, 2003, 2005)
- U.S. Soccer Athlete of the Year: (2003, 2004, 2009, 2010)
- Honda Player of the Year: (2002, 2003, 2004, 2007, 2008, 2009, 2010)
- Major League Soccer MVP: (2009)
- MLS Cup MVP: (2003, 2011)
- MLS All-Star MVP: (2001)
- MLS Golden Boot: (2008)
- MLS Silver Boot: (2010)
- MLS Goal of the Year: (2009)
- MLS All-Time Best XI
- MLS Best XI: (2003, 2008, 2009, 2010, 2011, 2012, 2014)
- Los Angeles Galaxy Golden Boot: (2005, 2006, 2007, 2008, 2009, 2010)